# Johann Jakob Hartenkeil

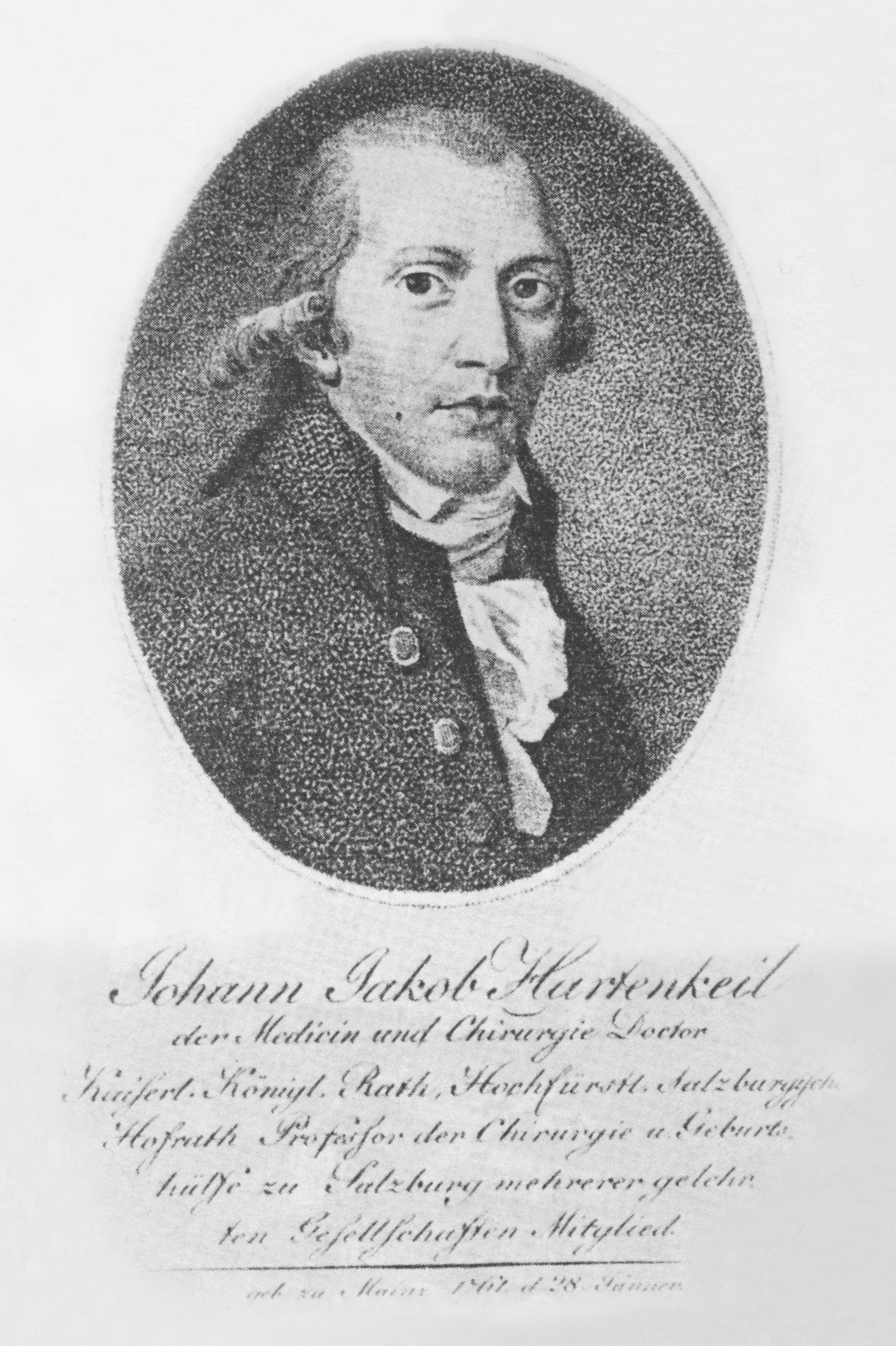
Johann Jakob Hartenkeil, Kupferstich v. F. Bollinger, 1801

Johann Jakob Hartenkeil oder Johann Jacob Hartenkeil (* 28. Januar 1761 in Mainz; † 7. Juni 1808 in Salzburg) war ein Salzburger Arzt des späten 18. Jahrhunderts, Leibarzt Fürsterzbischof Colloredos, Chirurg und Professor für Medizin an der Universität Salzburg.
Er reformierte das Salzburger Medizinalwesen im Geiste der Aufklärung und initiierte die Errichtung einer medizinischen Fakultät. Überregionale Bedeutung erlangte er als Herausgeber der Medicinisch-chirurgischen Zeitung, einer der damals führenden medizinischen Fachzeitschriften im deutschen Sprachraum.

## Leben
Hartenkeil stammte aus einer angesehenen Mainzer Bürgerfamilie und sollte auf Wunsch seiner Eltern eine geistliche Laufbahn als Jesuit einschlagen. Nachdem der Orden 1773 aufhoben worden war, entschied Hartenkeil sich für das Medizinstudium. In Würzburg gehörte er dem Schülerkreis um den renommierten Carl Caspar von Siebold an, der ihn von der Notwendigkeit überzeugte, sich auch chirurgische Kenntnisse anzueignen. Das war zur damaligen Zeit für einen akademisch gebildeten Arzt durchaus nicht der Regelfall. Der Tätigkeitsschwerpunkt eines graduierten Mediziners lag bei der Inneren Medizin, während man die Chirurgie als Handwerkstätigkeit einstufte und den nicht-akademischen Wundärzten, Badern und Feldscherern überließ. Bei Siebold lernte Hartenkeil verschiedene neue Operationstechniken kennen, wie die Extraktion des Grauen Stars oder das Entfernen von Blasensteinen, welches er in seiner Abhandlung De vesicae urinariae calculo (Würzburg 1785) beschreibt. 1781 schickte Siebold den begabten Hartenkeil zur weiteren chirurgischen Ausbildung nach Straßburg.
Noch bevor Hartenkeil 1784 sein Studium beendete, empfahl Siebold ihn dem Salzburger Landesherrn, Erzbischof Hieronymus von Colloredo, der ihm eine Stelle als Hof- und Leibchirurg anbot. Colloredo ermöglichte seinem jungen Leibchirurgen nach Studienabschluss noch mehrere Studienaufenthalte bei medizinischen Kapazitäten in Paris und London. Hartenkeil seinerseits führte in London die Operation des Grauen Stars mit dem damals in England noch unbekannten „Guérin’schen Instrument“ ein. Im Herbst 1787 trat er seinen Dienst in Salzburg an, wo er in den folgenden Jahren mit  ganzer Kraft an der Reformierung des mangelhaften Medizinalwesens arbeitete und sich für eine bessere medizinische Versorgung und Aufklärung der Salzburger Bevölkerung einsetzte.
Über Hartenkeils Privatleben gibt es nur wenig Information. 1791 heiratete er Anna Walburga Aulinger und wohnte mit ihr in der Sigmund-Haffner-Gasse, später in der Getreidegasse. Das Ehepaar blieb kinderlos und nahm zwei Neffen Hartenkeils bei sich auf, die später das ansehnliche Vermögen des auch wirtschaftlich erfolgreichen Arztes erben sollten.
Hartenkeil wird von seinen Zeitgenossen als umtriebig und vital beschrieben, er war aber oft, wie es heißt, von „rheumatischen und athritischen Affectionen“ geplagt; in seinen letzten Lebensjahren litt er unter Atemproblemen und starb schließlich im Alter von nur 48 Jahren an der sog. Krampfathemsucht. Sein Grab befindet sich auf dem Salzburger St.-Sebastians-Friedhof.

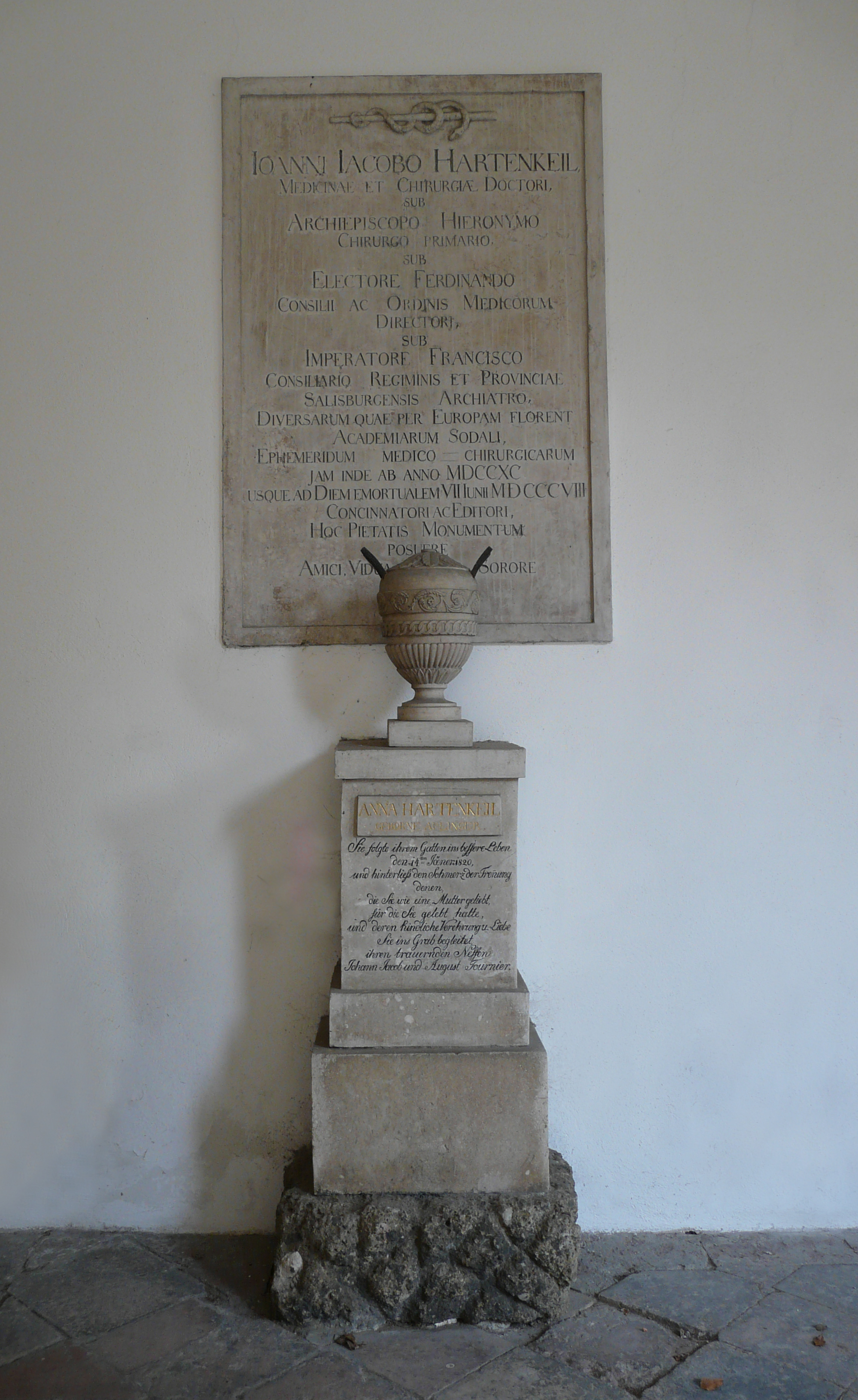
Grab J. J. Hartenkeils auf dem St.-Sebastiansfriedhof in Salzburg, Gruft Nr. 69

## Leibarzt des Fürsterzbischofs – Erste medizinische Reformen
Seit Paracelsus, und bis zur Regierungszeit Colloredos, wirkten kaum namhafte Ärzte in Salzburg. Daher lag das Erzstift im Vergleich mit anderen Fürstentümern hinter dem allgemeinen Standard. Die Stadt Salzburg hatte Ende des 18. Jahrhunderts ca. 16.000 Einwohner (Stadt und Land etwa 200.000) und nur elf praktizierende akademische Ärzte – sieben in der Stadt, vier auf dem Lande, welche sich hauptsächlich um die begüterten Patienten kümmerten. Die einfachen Leute waren auf die traditionelle Hausmedizin oder auf die Dienste von Badern, Wundärzten und Viehdoktoren angewiesen.
Colloredo – offen für das Gedankengut der Aufklärung – führte in vielen Bereichen des Staatswesens Reformen durch. Hartenkeil hatte er nach Salzburg geholt als Leibchirurgen, aber auch mit dem klaren Auftrag, dass er „für den allhiesigen staat taugliche und geschickte Wundärzte und Geburtshelfer und -helferinnen bilde“.
Die erste Zeit in Salzburg verlief für Hartenkeil jedoch eher enttäuschend. Im eingefahrenen Medizinalbetrieb des Erzstiftes stieß er mit seinen Modernisierungsvorschlägen bald an Grenzen und der Landesherr besoldete ihn darüber hinaus sehr sparsam. Um den hoch qualifizierten Doktor 'bei der Stange' zu halten, ernannte Colloredo ihn zum außerordentlichen Professor für Medizin (obwohl es in Salzburg im späten 18. Jahrhundert keine medizinische Fakultät gab) und beauftragte ihn mit Vorlesungen über Chirurgie, Anatomie und Geburtshilfe. Zur Einrichtung einer Medizinischen Fakultät konnte sich der sparsame Erzbischof Colloredo nicht  durchringen, so wurde der Schwerpunkt auf eine bessere Ausbildung der nicht-akademischen Wundärzte gelegt. 1788 wurde ein außeruniversitärer Lehrbetrieb aufgenommen.
Neben seiner Lehrtätigkeit führte Hartenkeil eine Privatpraxis, die ihm ein angemessenes Einkommen sicherte und ihm erlaubte, noch andere Pläne zu realisieren: Er gründete eine neue medizinische Fachzeitschrift und arbeitete mit Nachdruck daran, im St. Johanns Spital, dem heutigen Landeskrankenhaus, die Trennung der medizinischen von der chirurgischen Abteilung herbeizuführen, um die „traurige Lage der daselbst herrschenden Chirurgie“ zu verbessern.
Seine Reformbestrebungen scheiterten zunächst am Widerstand der eingesessenen Ärzte, die eine solche Maßnahme aus Konkurrenzgründen ablehnten. Um im Landeskrankenhaus Fuß zu fassen, führte Hartenkeil dort ab 1792 unentgeltliche Staroperationen durch. Geschickt nützte er die örtlichen Medien, um seinem Anliegen durch Kundmachung dieser Erfolge Nachdruck zu verleihen. 1796 wurden endlich zwei getrennte Krankenhausabteilungen geschaffen, aber es dauerte noch ein paar Jahre, bis ein akademisch gebildeter Chirurg die Leitung der neuen chirurgischen Abteilung übernehmen konnte.

## Reform des Hebammenwesens
Die staatswissenschaftlichen Lehren der Zeit sahen Reichtum und Macht eines Herrschers in einer möglichst großen Zahl gesunder Untertanen begründet. Tatsache war aber, dass im 18. Jahrhundert nur etwa die Hälfte der Neugeborenen das Erwachsenenalter erreichte und viele Frauen im Kindbett starben. Es galt also, die Säuglingssterblichkeit zu reduzieren und die Mütter am Leben zu erhalten. Gerade die Geburtshilfe lag im Erzstift nach Hartenkeils Meinung aber völlig im Argen. Dem Landschaftsphysikus Johann Nepomuk Prex unterstellte Hartenkeil sogar, er sei der „elendeste Geburtshelfer, und noch mehr – der grausamste Kindermörder“ gewesen.
Hartenkeil, der durch sein Studium bei Siebold über ein umfangreiches geburtshilfliches Wissen verfügte, bemühte sich jahrelang, in Salzburg eine Hebammenschule zu installieren. Schon in den 1780er-Jahren hatte es Pläne für ein städtisches Gebärhaus nach Wiener Vorbild gegeben, das aber aus Kostengründen nicht zustande gekommen war. 1792 erreichte Hartenkeil schließlich die Eröffnung einer ersten Hebammenschule, die als sog. ambulante Lehranstalt geführt wurde. Er selbst unterrichtete die theoretischen Fächer, praktischer Unterricht wurde von Lehrhebammen erteilt.
Bis 1803 konnte Hartenkeil 79 Hebammen ausbilden. Die Akzeptanz der neuen „diplomierten“ Hebammen in ihren Heimatgemeinden war in den ersten Jahren jedoch niedrig.

## Medizinalrat und Medizinische Fakultät
Bestrebungen, das Gesundheitswesen im Erzstift durch Gesetze zu regeln, lassen sich bis ins 16. Jahrhundert zurückverfolgen. Seit 1680 gab es in Salzburg das sog. Collegium Medicum, ein medizinisches Expertengremium, das vor allem in Krisenzeiten für die Organisation der Seuchenbekämpfung zuständig war. Im ausgehenden 18. Jahrhundert war das Collegium überaltert und arbeitete ineffektiv.
Trotz der Bemühungen Colloredos konnten viele Reformen im Salzburger Gesundheitswesen erst nach der Säkularisation (1803), in der sog. Kurfürstenzeit unter Ferdinand III. von Toskana (1769–1824) realisiert werden, so auch die Neuorganisation des Collegium Medicum, das als Kurfürstlicher Medizinalrat zu einer eigenständigen Sanitätsbehörde aufgewertet und von Hartenkeil geleitet wurde. Zu den vordringlichen Aufgaben des Medizinalrates gehörten v. a. die Qualitätssicherung bei der medizinischen Ausbildung, die Seuchenbekämpfung, die Sanktionierung von Kurpfuscherei und Quacksalberei sowie die Kontrolle des Arzneimittelmarktes. Besondere Bemühungen galten der Durchsetzung der Pockenschutzimpfung in Stadt und Land Salzburg.
Nach der Säkularisation bemühte sich Hartenkeil intensiv beim Kurfürsten um die Verwirklichung seines Lebenstraumes: die Einrichtung einer Medizinischen Fakultät an der Universität Salzburg. Hartenkeil fand Unterstützung bei den führenden Politikern der Kurfürstenzeit und war schließlich erfolgreich. Am 2. Juli 1804 unterschrieb Ferdinand das Dekret zur Errichtung der Medizinischen Fakultät. Es wurden sechs Lehrstühle eingerichtet und mit prominenten Mitarbeitern des Medizinalrates besetzt. Hartenkeil wurde Dekan und Professor für Geschichte der Medizin und Chirurgie, gerichtliche Arzneikunst und Medicinische Policey.
Nach Übernahme des Herzogtums Salzburg durch Österreich im Frühjahr 1806 wurde die Fakultät am 13. August 1807 von Kaiser Franz I. allen Protesten zum Trotz wieder aufgelöst. Der Kaiser argumentierte, die bestehenden Ausbildungsstätten für Ärzte in Wien, Prag, Pest und Krakau seien ausreichend.
Als Ersatz wurde eine Landesschule für ein – ebenfalls kurzlebiges – „großes chirurgisches Studium“ eingerichtet, das zwar relativ gut ausgebildete, aber nicht graduierte Wundärzte hervorbrachte. Auch der Kurfürstliche Medizinalrat wurde aufgelöst. Dass Hartenkeil den Titel eines k. k. Regierungsrates erhielt und zum Protomedikus für das Land Salzburg erhoben wurde, wird seine Enttäuschung kaum gemildert haben.

## Die Medicinisch-chirurgische Zeitung
Weit über seine Grenzen hinaus bekannt wurde Salzburg als Zentrum medizinischer Lehre durch die von Hartenkeil gegründete Salzburger Medicinisch-chirurgische Zeitung, die ab 1790 erschien. Hartenkeil redigierte das Fachjournal bis zu seinem Tod 1808. Vier Jahre beteiligte sich sein Kollege, Franz X. Mezler, an dem ambitionierten Projekt.
Wöchentlich erschienen jeweils 2 Ausgaben im Umfang von 16 Seiten, die vierteljährlich zu einem Band zusammengefasst wurden. Von 1790 bis 1808 redigierte Hartenkeil 71 Vierteljahresbände und 11 Ergänzungsbände. Ca. 8000 Neuerscheinungen wurden besprochen. Die Zeitschrift war im Abonnement im gesamten deutschen Sprachraum erhältlich und hatte bisweilen eine Auflage von 2000 bis 2500 Stück.
Hartenkeil hatte auf seinen Reisen viele nützliche Kontakte knüpfen können und korrespondierte mit den führenden Ärzten seiner Zeit. So standen ihm zur Mitarbeit stets 45–50 Fachleute zur Verfügung, größtenteils Professoren ausländischer Universitäten. Als sehr günstig erwies sich auch, dass die „Medicinisch-chirurgische Zeitung“ nicht der fürsterzbischöflichen Zensur unterlag.
Zu den regelmäßig wiederkehrenden Themen der Zeitschrift zählten die Sexualität des Menschen, Gesundheitsregeln für die (Land-)Bevölkerung, Fragen der sog. Medicinischen Policey, die Pockenimpfung, die Reform der Geburtshilfe und die Vorteile von Krankenhäusern. Eine Hauptrolle spielte auch die kritische Auseinandersetzung mit dem Thema 'Volksaufklärung' (Gemeint war damit billig vertriebene Ratgeberliteratur, die sich an die Bevölkerung richtete).
Nach dem Tod Hartenkeils führte sein Schwager, Johann Nepomuk von Ehrhart, die Herausgeberschaft fort. Erst 1864 wurde das langlebige Journal endgültig eingestellt.